# Mohammed Enait
Mohammed Faizel Ali Enait (n. 1975/1976) es un jurista neerlandés de origen surinamés, que alcanzó notoriedad como abogado y fundamentalista islámico. Enait alcanzó notoriedad en el 2006 a causa de una demanda controvertida que ese año realizó contra la ciudad de Róterdam. 